# Hippias Minor (Platon)
Hippias Minor (în greacă veche Ἱππίας ἐλάττων) este un dialog scris de Platon.